# Stenocereus fricii
Stenocereus fricii ist eine Pflanzenart aus der Gattung Stenocereus in der Familie der Kakteengewächse (Cactaceae). Das Artepitheton fricii ehrt den tschechischen Gärtner Alberto Vojtěch Frič, der in Amerika Kakteen sammelte. Ein spanischer Trivialname ist „Pitayo de Aguas“.

## Beschreibung
Stenocereus fricii wächst baumförmig mit zahlreichen, fast ausschließlich von der Basis her etwas kandelaberartig verzweigten Trieben und erreicht Wuchshöhen von 4 bis 7 Meter. Es wird ein kaum auffälliger Stamm ausgebildet. Die hellgrünen bis gelblichen oder gräulichen Triebe sind 2 bis 7 Meter lang und weisen Durchmesser von 8 bis 12 Zentimeter auf. Es sind vier bis sechs breit flügelartige, leicht gewellte Rippen vorhanden, die 2,5 bis 3 Zentimeter hoch sind. Die sieben bis zwölf gräulich weißen Mitteldornen sind 2 bis 5 Zentimeter lang. Vier von ihnen sind länger und kräftiger als die übrigen. Die ausstrahlenden zwölf bis 14 Randdornen sind gräulich weiß und 6 bis 12 Millimeter lang.
Die trichter- bis glockenförmigen Blüten öffnen sich am Tag und sind 10 bis 12 Zentimeter lang. Sie sind weiß und creme- oder rosafarben überhaucht. Die kugelförmigen, roten oder gelben Früchte erreichen einen Durchmesser von 5 Zentimeter. Sie sind mit etwa 25 Dornen je Areole besetzt, die bei Reife abfallen. Das Fruchtfleisch ist rot.

## Verbreitung, Systematik und Gefährdung
Stenocereus fricii ist in den mexikanischen Bundesstaaten Colima, Guerrero, Jalisco, Michoacán und Sinaloa in laubabwerfenden Wäldern in Höhenlagen von 30 bis 600 m verbreitet.
Die Erstbeschreibung erfolgte 1973 durch Hernándo Sánchez-Mejorada. Nomenklatorische Synonyme sind Rathbunia fricii (Sánchez-Mej.) P.V.Heath (1992), Griseocactus fricii (Sánchez-Mej.) Guiggi (2012), Griseocereus fricii (Sánchez-Mej.) Guiggi (2012) und Neogriseocereus fricii (Sánchez-Mej.) Guiggi (2013).
In der Roten Liste gefährdeter Arten der IUCN wird die Art als „Least Concern (LC)“, d. h. als nicht gefährdet geführt.

## Nachweise